# Upton (Wyoming)
Upton – miasto w Stanach Zjednoczonych, w stanie Wyoming, w hrabstwie Weston.